# Brezovica pri Zlatem Polju
Brezovica pri Zlatem Polju – wieś w Słowenii, w gminie Lukovica. W 2018 roku liczyła 31 mieszkańców.